# Lithobates
A Lithobates a kétéltűek (Amphibia) osztályába, valamint a békák (Anura) rendjébe és a valódi békafélék (Ranidae) családjába tartozó nem. Nevét a latin litho- (kő) és a görög bates (βάτης, mászó) szavakból alkották.

## Előfordulásuk
A nembe tartozó fajok az amerikai kontinensen honosak, Észak-Amerikától, Közép-Amerikán át Dél-Amerikáig.

## Taxonómiai helyzete
A nevet Pauly Hillis and Wilcox alkotta 2005-ben négy közép- és dél-amerikai fajból álló alnem számára a Rana nemen belül. Később, a Rana nem rendszertani felülvizsgálata során az alnemet további közép- és dél-amerikai fajokkal héttagúra bővítették. A nevet Frost és munkatársai korábban már önálló nemként alkalmazták a Rana nembe tartozó észak-amerikai békákra, így a nevet Frost ebben az értelemben használta az észak-amerikai békanevek Crother által összeállított listájában. Ezt a javasolt változtatást azóta többen elutasították, így például Stuart (2008), Pauly és munkatársai (2009), az AmphibiaWeb, valamint Yuan és munkatársai (2016). Az AmphibiaWeb Yuant és munkatársait (2016) követve a Lithobatest alnemként fogadja el. Ugyanakkor az Amphibian Species of the World 6.0  a Lithobatest önálló nemként kezeli. Ezt a definíciót követi többek között a Természetvédelmi Világszövetség (IUCN) és a Society for the Study of Amphibians and Reptiles is.

## Rendszerezés
A nembe az alábbi fajok tartoznak:
- Lithobates areolatus (Baird & Girard, 1852)
- Lithobates berlandieri (Baird, 1859)
- Lithobates blairi (Mecham, Littlejohn, Oldham, Brown & Brown, 1973)
- Lithobates brownorum (Sanders, 1973)
- Lithobates bwana (Hillis & de Sá, 1988)
- Lithobates capito (LeConte, 1855)
- Ökörbéka (Lithobates catesbeianus) (Shaw, 1802)
- Lithobates chichicuahutla (Cuellar, Méndez-De La Cruz & Villagrán-Santa Cruz, 1996)
- Lithobates chiricahuensis (Platz & Mecham, 1979)
- Lithobates clamitans (Latreille, 1801)
- Lithobates dunni (Zweifel, 1957)
- Lithobates fisheri (Stejneger, 1893)
- Lithobates forreri (Boulenger, 1883)
- Lithobates grylio (Stejneger, 1901)
- Lithobates heckscheri (Wright, 1924)
- Lithobates johni (Blair, 1965)
- Lithobates juliani (Hillis & de Sá, 1988)
- Lithobates kauffeldi (Feinberg, Newman, Watkins-Colwell, Schlesinger, Zarate, Curry, Shaffer & Burger, 2014)
- Lithobates lemosespinali (Smith & Chiszar, 2003)
- Lithobates lenca (Luque-Montes, Austin, Weinfurther, Wilson, Hofmann, and Townsend, 2018)
- Lithobates macroglossa (Brocchi, 1877)
- Lithobates maculatus (Brocchi, 1877)
- Lithobates magnaocularis (Frost & Bagnara, 1974)
- Lithobates megapoda (Taylor, 1942)
- Lithobates miadis (Barbour & Loveridge, 1929)
- Lithobates montezumae (Baird, 1854)
- Lithobates neovolcanicus (Hillis & Frost, 1985)
- Lithobates okaloosae (Moler, 1985)
- Lithobates omiltemanus (Günther, 1900)
- Lithobates onca (Cope, 1875)
- Lithobates palmipes (Spix, 1824)
- Lithobates palustris (LeConte, 1825)
- Lithobates pipiens (Schreber, 1782)
- Lithobates psilonota (Webb, 2001)
- Lithobates pueblae (Zweifel, 1955)
- Lithobates pustulosus (Boulenger, 1883)
- Lithobates septentrionalis (Baird, 1854)
- Lithobates sevosus (Goin & Netting, 1940)
- Lithobates sierramadrensis (Taylor, 1939)
- Lithobates spectabilis (Hillis & Frost, 1985)
- Lithobates sphenocephalus (Cope, 1886)
- Lithobates sylvaticus (LeConte, 1825)
- Lithobates tarahumarae (Boulenger, 1917)
- Lithobates taylori (Smith, 1959)
- Lithobates tlaloci (Hillis & Frost, 1985)
- Lithobates vaillanti (Brocchi, 1877)
- Lithobates vibicarius (Cope, 1894)
- Lithobates virgatipes (Cope, 1891)
- Lithobates warszewitschii (Schmidt, 1857)
- Lithobates yavapaiensis (Platz & Frost, 1984)
- Lithobates zweifeli (Hillis, Frost & Webb, 1984)